# Hypenetes dorattina
Hypenetes dorattina är en tvåvingeart som beskrevs av Jason Gilbert Hayden Londt 1985. Hypenetes dorattina ingår i släktet Hypenetes och familjen rovflugor. Inga underarter finns listade i Catalogue of Life.